# Apatelodes gladys
Apatelodes gladys is een vlinder uit de familie van de Apatelodidae. De wetenschappelijke naam van de soort is voor het eerst geldig gepubliceerd in 1918 door Harrison Gray Dyar.